# Mantova uralkodóinak listája
Az alábbi lista Mantova uralkodóit tartalmazza.
| Portré                                              | Uralkodó                                                 | Uralkodott | Megjegyzés                                                                |
| --------------------------------------------------- | -------------------------------------------------------- | ---------- | ------------------------------------------------------------------------- |
| Gonzaga-ház                                         |                                                          |            |                                                                           |
| Mantovai kapitány-tábornokok (1328–1433)            |                                                          |            |                                                                           |
|                                                     | I. Lajos * 1268 † 1360. január 18.                       | 1328–1360  | Az első mantovai kapitány-tábornok.                                       |
|                                                     | Vid * 1291 † 1369. szeptember 22.                        | 1360–1369  | I. Lajos fia.                                                             |
|                                                     | II. Lajos * 1334 † 1382. október 4.                      | 1369–1382  | Vid fia.                                                                  |
|                                                     | I. Ferenc * 1366 † 1407. március 7.                      | 1382–1407  | II. Lajos fia.                                                            |
| Mantovai őrgrófok (marchesi de Mantova) (1407–1530) |                                                          |            |                                                                           |
|                                                     | Gianfrancesco * 1395. június 1. † 1444. szeptember 25.   | 1407–1444  | I. Ferenc fia. 1433-tól az őrgrófi (marchese di Mantova) címet használja. |
|                                                     | III. Lajos * 1412. június 5. † 1478. június 11.          | 1444–1478  | Gianfrancesco fia.                                                        |
|                                                     | I. Frigyes * 1441. június 25. † 1484. július 14.         | 1478–1484  | III. Lajos fia.                                                           |
|                                                     | II. Ferenc * 1466. augusztus 10. † 1519. március 29.     | 1484–1519  | I. Frigyes fia.                                                           |
| Mantovai hercegek (duchi di Mantova) (1530–1708)    |                                                          |            |                                                                           |
|                                                     | II. Frigyes * 1500. május 17. † 1540. június 28.         | 1519–1540  | II. Ferenc fia 1530-tól a hercegi címet (Duca di Mantova) használja.      |
| –                                                   | III. Ferenc * 1533. március 10. † 1550. február 22.      | 1540–1550  | II. Frigyes fia.                                                          |
|                                                     | Vilmos * 1538. április 24. † 1587. augusztus 14.         | 1550–1587  | III. Ferenc fivére.                                                       |
|                                                     | I. Vince * 1562. szeptember 22. † 1612. február 18.      | 1587–1612  | Vilmos fia.                                                               |
|                                                     | IV. Ferenc * 1586. május 7. † 1612. december 22.         | 1612       | I. Vince fia.                                                             |
|                                                     | Ferdinánd * 1587. április 26. † 1626. október 29.        | 1612–1626  | IV. Ferenc fivére.                                                        |
|                                                     | II. Vince * 1594. január 7. † 1627. december 25.         | 1626–1627  | Ferdinánd fivére.                                                         |
|                                                     | I. Károly * 1580. május 6. † 1637. szeptember 22.        | 1627–1637  | II. Frigyes unokája.                                                      |
|                                                     | II. Károly * 1629. október 31. † 1665. augusztus 14.     | 1637–1665  | I. Károly unokája.                                                        |
|                                                     | Ferdinánd Károly * 1652. augusztus 31. † 1708. július 5. | 1665–1708  | II. Károly fia. Az utolsó mantovai herceg.                                |

## Fordítás
- Ez a szócikk részben vagy egészben  a   Gonzaga című olasz Wikipédia-szócikk fordításán alapul.  Az eredeti cikk szerkesztőit annak laptörténete sorolja fel. Ez a jelzés csupán a megfogalmazás eredetét és a szerzői jogokat jelzi, nem szolgál a cikkben szereplő információk forrásmegjelöléseként.